# Ermippe (astronomia)
Ermippe, o Giove XXX, è un satellite naturale minore del pianeta Giove.

## Scoperta
È stato scoperto il 9 dicembre 2001, contemporaneamente all'altro satellite Euridome, da una squadra di astronomi dell'Università delle Hawaii guidata da Scott S. Sheppard e David Jewitt. Al momento della scoperta ha ricevuto la designazione provvisoria S/2001 J 3.

## Denominazione
Nell'agosto 2003, l'Unione Astronomica Internazionale (IAU) gli ha assegnato la denominazione ufficiale in riferimento a Ermippe, che secondo la mitologia greca sarebbe stata una delle tante donne amate da Zeus.

## Parametri orbitali
In base ai suoi parametri orbitali, Ermippe è considerato appartenere al gruppo di Ananke, costituito dai satelliti naturali di Giove irregolari caratterizzati da un moto retrogrado attorno al pianeta, da semiassi maggiori compresi fra 19,3 e 22,7 milioni di km e da inclinazioni orbitali prossime ai 150° rispetto all'eclittica.
Il satellite è caratterizzato da un moto retrogrado; ha un diametro di circa 4 km e orbita attorno a Giove in circa 630 giorni, a una distanza media di 21,5 milioni di km, con un'inclinazione di 151° rispetto all'eclittica (149° rispetto al piano equatoriale del pianeta) e un'eccentricità orbitale di 0,229.